# Bitva u Lalasu
Bitva u Lalas, řecky Μάχη του Λάλα (Machi zde Lala), případně i Obléhání Lalasu, Πολιορκία του Λάλα (Poliorkia zde Lala), byla významná bitva Řecké války za nezávislost od Turků. Odehrávala se od 9. do 13. června 1821 u vesnice Lalas, v kraji Ilia na Peloponésu, nedaleko starověké Olympie. Bojovali zde Řekové proti Albáncům a Turkům.

## Předehra
V březnu 1821 povstali peloponéští Řekové proti Osmanské říši a brzy se k nim přidala i Rumélie a Egejské ostrovy. Hlavním vůdcem povstání byl Theodoros Kolokotronis. Řekové měli ze začátku povstání velký úspěch, podařilo se jim dobýt mnoho významných peloponéských pevností a měst, jako např. Nafplio či Kalamata. Nejvýznamnějším úspěchem Řeků bylo dobytí hlavního města Peloponésu a sídla tureckého správce, Tripolitsu. Obyvatelé vesnice Lalas, blízko Olympie byly muslimští Albánci, známí jako nejlepší muslimští bojovníci Peloponésu, jejichž předci sem přišli v 14. století, ještě dříve než ortodoxní řečtí křesťané. Po vypuknutí řecké revoluce obléhali Řekové opevněný hrad tureckého vojska v Elide, pevnost Chlemutsi (Clermont). Místní Turci byli v těžké situaci, ale náhlý příchod Laliotov (tedy obyvatel Lalas) Řeků odehnal. Následně Lalióti často napadali okolní řecké vesnice a mnoha řeckých vesničanů přinutily k útěku na ostrov Zakynthos.

## Řecka odezva
Po těchto problémech se řecký generál Charalambos Vilaetis z Pyrgos rozhodl 10. května oblehout vesnici Lalas. Řecká vojska se usadila v okolních řeckých vesnicích, ale Lalióti provedli náhlý útok. Sice jim Řekové způsobily vážné ztráty v jejich jízdě, v hrdinském boji padl řecký velitel Charalambos Vilaetis. Následně dorazili k Lalasu nové řecké posily, kterým veleli Georgakis Plaputas, Liberios Zafiropulos, Kanellos Delijanis a Tzanetos Christopulos. K obléhání se připojilo i 500 řeckých dobrovolníků z Jónských ostrovů, které tvořily autonomní řecké území pod Britským impériem. Ostrovanům veleli bratři Konstantinos a Andreas Metaxas, dále Dionysis Sembrikos a Vengelis Panas ze Zakynthosu. Tato řecká armáda pod vedením dobře vybavených a organizovaných ostrovanů oblehla Lalas.

## Boj

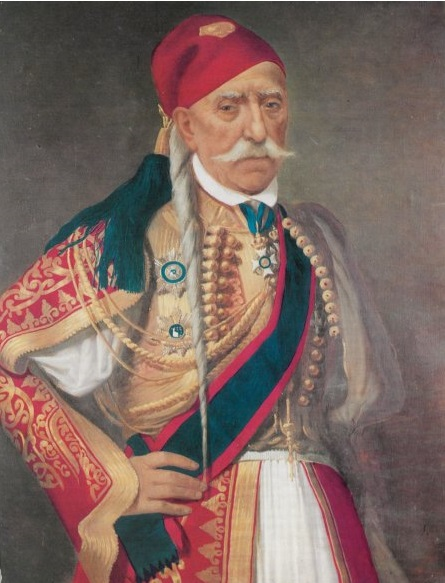
Plapoutas, řecký vojevůdce

V táboře Řeků se však začaly vyostřovat spory o to, jak na Lalióty zaútočit. Ostrované požadovali okamžitý útok, zatímco Peloponézané chtěli počkat na vhodnou příležitost a zatím pokračovat ve vyhladovění Albánců. Když se však po řeckém táboře roznesla zvěst, že se Lailióti hodlají vzdát ostravanům, ostrované doručili do Lalasu dopis, ve kterém Albáncům nadiktovali možnosti míru. Podle toho by se měly Lalióti vzdát Peloponézanům a opustit vesnici. Albánci však odpověděli jen tím, že Řekům poslali třešně a koláče, "jako znak přátelství" a žádali čas na rozmyšlenou. Nakonec po dvou dnech však Albánci ironicky odpověděli, že z vesnice odejdou pouze tehdy, pokud ji Řekové přestanou obléhat.

Po této odpovědi se Řekové rozhodli zaútočit. Arkádané a Olympiané měli zaútočit z pravé strany, ostatní, tedy Ilióti a ostrované by měli obsadit okolní vesnice a odtud zaútočit. Mezi Řeky však došlo k nedorozumění a tak zaútočili pouze Arkádané pod vedením Plaputasa, který však během boje dostal mozkovou mrtvici a zemřel a mnozí jeho muži zanechali boje, do kterého se mezitím už zapojili i ostrované. Boj se tedy skončil stále nerozhodně, byť Řeků padlo jen 14, zatímco Albánci měli těžší ztráty. Když se Theodoros Kolokotronis dozvěděl o Plaputasově smrti, vyslal k Lalasu nové vojsko pod vedením Plaputasova bratra Dimitrise.

Následující dny se odehrálo několik nerozhodných bojů. Albánci, kterým již bylo jasné, že dříve nebo později je Řekové porazí, začali přemýšlet o odchodu. Navíc nechtěli skončit jako obležení Turci v Tripolitsi, které po dobytí města Řekové všechny zmasakrovali. Turecká pomoc byla velmi daleko, protože nově vyslaná turecká armáda Omera Vryonisa sváděla těžké boje s Řeky v Rumélii a postup na Peloponés byl tedy v nedohlednu. Albánci se následně rozhodli požádat o pomoc od turecké armády Júsufa Paši z nedaleké Patry. Jusuf Paša však byl sám ve špatné pozici a tak přišel na pomoc jen s částí armády.
Následně se 13. června rozpoutal krutý boj mezi Řeky proti Jusufovým Turkům a Albáncům z Lalas. Řekové však Turkům způsobili vážné ztráty a ostrované se dokonce zmocnili tureckých kanónů a tak Turci boj zanechali a utekli. Spolu s nimi se z bitvy podařilo utéci i Albáncům se svými rodinami a tak zanechali Lalas prázdný.
Následujícího dne vstoupili do Lalasu Řekové a celý ho vypálili. Lalióti odešli společně s Turky do Patry a odtud definitivně odešli do Malé Asie.

## Důsledky
Vítězství Řeků při Lalas bylo velmi důležité. Řekové se zbavili obávaných Albánců z Lalasu, kteří neustále terorizovali vesničany a zároveň ovládli celý střední Peloponés. O měsíc nato zaznamenali Řekové pod vedením Kolokotronisa obrovské vítězství, když na hlavu porazili proti nim poslané turecké vojsko Mahmúda Dramaliho Paši, čímž osvobodili skoro celý Peloponés. Později se Řekům v Rumélii podařilo zničit obrovskou armádu Omera Vryonisa, čímž Turci nebyli schopni sami potlačit řecké povstání na pomoc si museli zavolat Egypťany. Za účast na povstání britská vláda potrestala obyvatele Jónských ostrovů. Mnozí byli zabiti a uvězněni.